# بيلي ماكلولين
بيلي ماكلولين (بالإنجليزية: Billy McLaughlin)‏ هو منتج أسطوانات وملحن أمريكي، ولد في 1950.

## وصلات خارجية
- الموقع الرسمي
- بيلي ماكلولين على موقع IMDb (الإنجليزية)
- بيلي ماكلولين على موقع ميوزك برينز (الإنجليزية)
- بيلي ماكلولين على موقع أول ميوزيك (الإنجليزية)
- بيلي ماكلولين على موقع ديسكوغز (الإنجليزية)